# Квинт Юний Калам
Квинт Юний Калам (на латински: Quintus Iunius Calamus) е политик и сенатор на Римската империя през 2 век.
През 143 г. той е суфектконсул заедно с Марк Валерий Юниан.